# Кандерн
Кандерн (нім. Kandern) — місто в Німеччині, знаходиться в землі Баден-Вюртемберг. Підпорядковується адміністративному округу Фрайбург. Входить до складу району Леррах.
Площа — 62,27 км2. Населення становить 8287 ос. (станом на 31 грудня 2020).